# Argas lagenoplastis
Argas lagenoplastis är en fästingart som beskrevs av Walter Wilson Froggatt 1906. Argas lagenoplastis ingår i släktet Argas och familjen mjuka fästingar. Inga underarter finns listade i Catalogue of Life.